# Pietro Zullino
Pietro Zullino (Torino, 16 giugno 1936 – Roma, 4 gennaio 2012) è stato uno scrittore e giornalista italiano.

## Biografia
Il padre di Pietro Zullino era direttore della scuola elementare italiana a Parigi; la madre, Adele Agamben, era maestra elementare, figlia del fotografo aquilano Alfredo Agamben e amica della scrittrice aquilana Laudomia Bonanni. La famiglia Zullino tornò in Italia nel 1943 e a Roma Pietro frequentò il liceo classico e si laureò in Legge alla "Sapienza". A metà degli anni Cinquanta la zia materna Maria Federici lo volle come segretario di redazione del periodico "La Vela", organo dell'ANFE (Associazione Nazionale Famiglie Emigrati).
Dopo collaborazioni a riviste, nel 1963 Pietro Zullino divenne giornalista professionista. Inviato e poi a capo della redazione romana della rivista «Epoca», è stato quindi direttore de «II Settimanale» e del quotidiano «Roma», di proprietà di Achille Lauro. Nel 1966 (quando direttore di «Epoca» era Nando Sampietro), a Palermo Pietro Zullino fu informato che, in un trafiletto di un giornale locale, c'era la notizia che una ragazza siciliana, sequestrata da un ammiratore, aveva rifiutato il matrimonio riparatore che avrebbe estinto il reato di sequestro di persona. I due protagonisti erano Filippo Melodia, un piccolo mafioso locale, e Franca Viola. Pietro Zullino si recò sul posto e con i suoi reportage su «Epoca» trasformò la notizia da livello locale a livello nazionale.

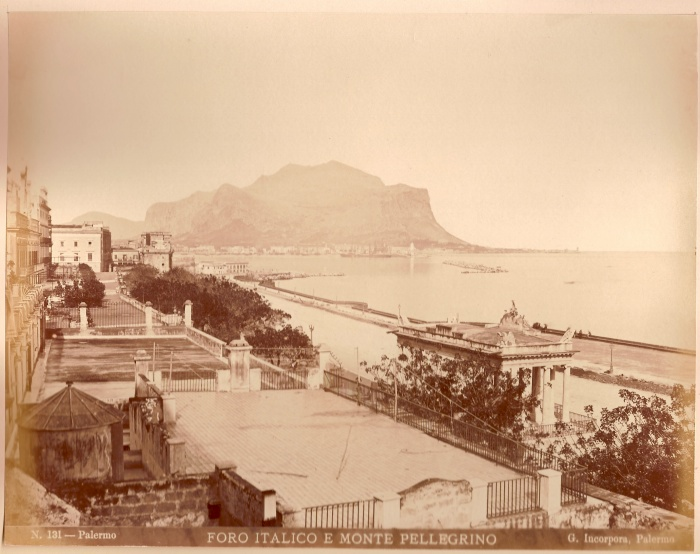
Incorpora, Giuseppe (1834-1914), Palermo, ca 1870

Nel 1973 Pietro Zullino pubblicò Guida ai misteri di Palermo, in cui raccontò le origini storiche della mafia palermitana e la dimensione attuale del fenomeno mafioso: traffici di droga, riciclaggio, pizzo, prostituzione, ma anche controllo degli appalti e flussi di denaro sporco; in particolare Zullino scrisse dell'ascesa di Turiddu Giuliano e del caso del giornalista Mauro De Mauro, citandoli sotto pseudonimi.

Ebbe quindi la direzione de «II Carabiniere» (il mensile dell'Arma dei Carabinieri) e, nel trasformarlo in una rivista per tutti, portò gli abbonati ad oltre duecentomila. Apprezzate dai lettori furono le pagine sulla storia dell'Arma e su episodi rimasti oscuri nella storia d'Italia, come la morte per naufragio di Ippolito Nievo.

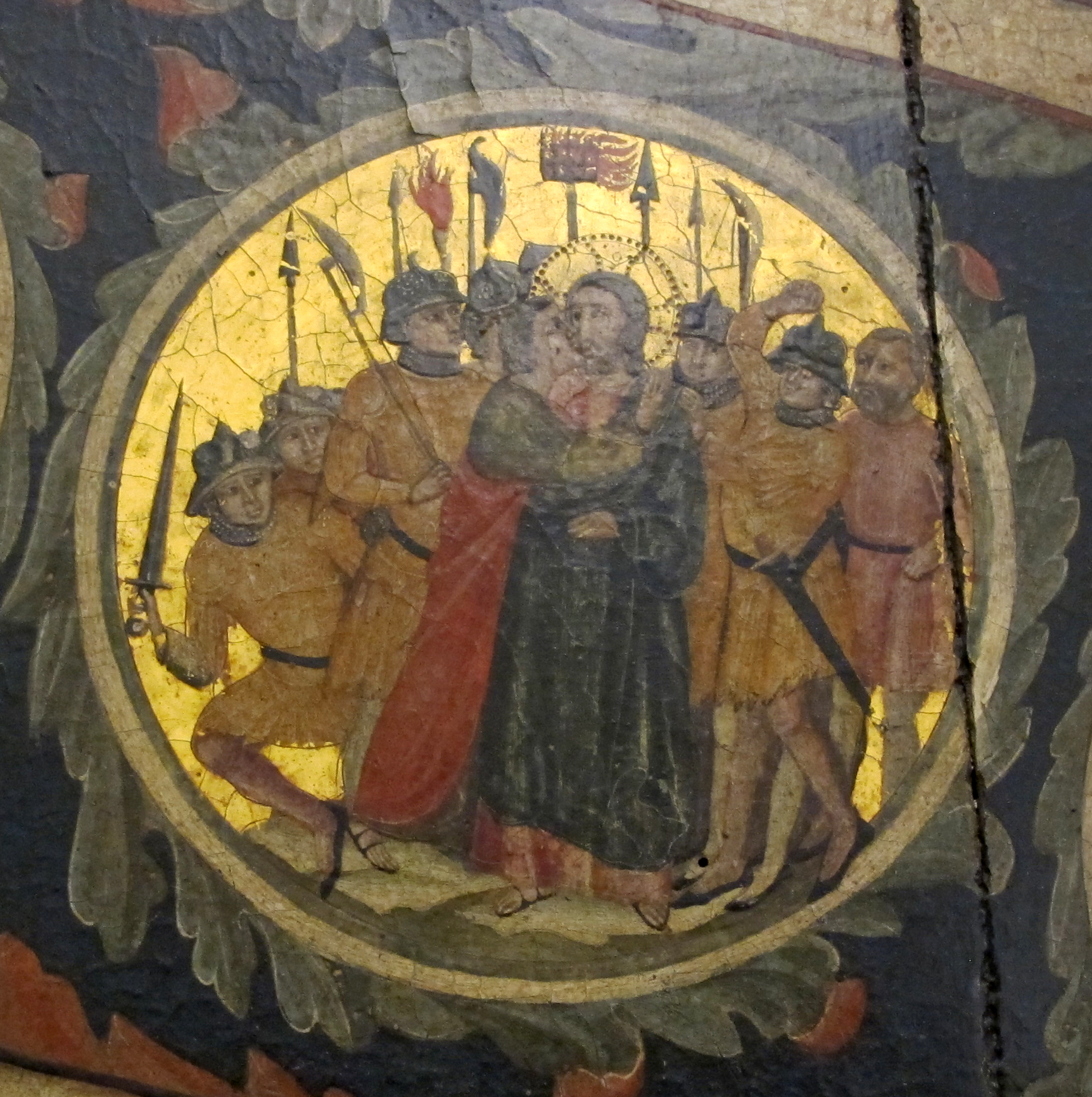
Pacino di Bonaguida, Albero della vita, 1310-15, convento di Monticelli, Bacio di Giuda

## Opere
Appassionato di storia e di letteratura antica romana, con i suoi libri Pietro Zullino ha vinto i premi Uisper, Valentino e Barca d’Oro.  Uno dei fondatori dell'Associazione Internazionale di Cultura "Laudomia Bonanni", contribuì alla diffusione dell'opera della scrittrice aquilana.
Tra i suoi libri, Sciumbasci è un racconto fantapolitico su una rivolta nel sud d'Italia; Giuda è una inchiesta sulla vera morte di Giuda, il traditore di Cristo che - secondo Zullino - non si suicidò, ma fu ucciso; I sette Re di Roma è l'epopea di una «razza meticcia e bellicosa»: i Romani; Catilina, figura da lui rivalutata, è l'inventore del colpo di Stato. Nel libro Il 25 luglio ha raccolto e commentato documenti sul crollo del Fascismo.
Cinzia, con i suoi occhi, è una biografia romanzata del poeta latino Sesto Properzio, con traduzione in italiano di versi, fatta da Zullino. Io, Ippocrate di Kos (scritto con Massimo Fioranelli) è una biografia romanzata del famoso medico dell'antichità, maestro di scienza e di vita.
- Pietro Zullino, Mario Signorelli: l'uomo che parla con gli Etruschi, Milano, A. Mondadori, 1967, SBN RLZ0302365.
- Pietro Zullino (a cura di), Il 25 luglio, Milano, Mondadori, 1973, SBN SBL0599244.
- Pietro Zullino, Sciumbasci, Milano, SugarCo, 1974, SBN SBL0598481.
- Pietro Zullino, Guida ai misteri di Palermo, Milano, SUGARcoEDIZIONI, 1973, SBN PAL0032423. Riedizioni conformi nel 1974 - 1976 - 1981.
- Pietro Zullino, Il Comandante, Milano, SugarCo, 1976, SBN SBL0020876. La prima biografia di Achille Lauro.
- Ritratto di paese: Bracciano, un secolo di fotografia, Bracciano, Associazione fotocineamatori Bracciano, 1984, SBN CFI0048880. Prefazione di Peter Nichols; introduzione di Bruno Panunzi; testi di Pietro Zullino.
- Pietro Zullino, Catilina, Milano, Rizzoli, 1985, SBN CFI0088473.
- Pietro Zullino, I sette re di Roma, Milano, Rizzoli, 1986, SBN CFI0015468. Edizione 2. 1987 (CDE).
- Pietro Zullino, Giuda, Milano, Rizzoli, 1988, SBN CFI0096962.
- Pietro Zullino e Marco Nese, Quel piccolo prete: l'avventura umana e politica di Luigi Sturzo, Torino, Nuova ERI, 1989, SBN CFI0186262. Prefazione di Giulio Andreotti.
- Pietro Zullino, Cinzia, con i suoi occhi, Roma, Pr'edizioni, 2003, SBN CFI0569946.
- Pietro Zullino e Massimo Fioranelli, Io, Ippocrate di Kos, Roma-Bari, Laterza, 2008, SBN RAV1723913.
- Pietro Zullino, Guida ai misteri e piaceri di Palermo, Palermo, D. Flaccovio, 2014, SBN PAL0274142. Prefazione di Maria Antonietta Spadaro; presentazione di Amedeo Lanucara.
- Pietro Zullino, Cinzia, con i suoi occhi, a cura di Olga Cirillo, Roma, Società Editrice Dante Alighieri, 2018,  p. 366, ISBN 9788853442017, SBN CFI0985649.

### Curatele
- La vita e l'opera di Laudomia Bonanni: con una raccolta delle recensioni: Il fosso, Palma e sorelle, L'imputata, L'adultera, Vietato ai minori, Città del tabacco, Il bambino di pietra, Le droghe e la presentazione di tre romanzi inediti, Roma, s. e., 2002, SBN CFI0540819.